# 丹麦-法罗语
丹麦-法罗语，法罗群岛人使用的一种丹麦语变体，其发音受到使用者的母语法罗语的影响，是法罗群岛义务丹麦语教学的产物，法罗群岛人日常交流时经常会在丹麦-法罗语和法罗语之间进行切换。

## 词源
这个词可能来自于一位厄斯特岛北格塔村的教师，他讲的丹麦语带有明显的法罗语口音，这体现出了丹麦-法罗语的许多共同特征。
也有人对于该语言的名称有别的解释，认为其中的“gøtu-”和丹麦语里的“gade”（意思是“街道”）存在相似性，认为这种语言其实可以被解释为“街头丹麦语”。:87

## 定义
该术语除了用作民间概念外，还指受法罗群岛影响的各种形式的丹麦语。有论文将“法罗印刷丹麦语”与丹麦-法罗语区分开来，表示法罗印刷丹麦语仅在发音上与标准丹麦语不同，而丹麦-法罗语则不然，除开发音差异还更多地使用法罗语词汇和语法元素，但融合的程度因人而异。:87-90

## 现状
丹麦-法罗语的教学优势在于法罗语使用者可以更好地了解丹麦语字母和丹麦语拼字法，这是因为丹麦语音系中现代丹麦语发音与书面文字相去甚远。
此外，丹麦-法罗语可以用作其他斯堪的纳维亚语使用者的通用语言，因为丹麦人、挪威人和瑞典人都能听懂这种语言，而且它并没有丹麦语中的称作stød的声门塞音，音系上和瑞典语和挪威语的差距比丹麦语与上面两种语言的差距小。